# Minderach

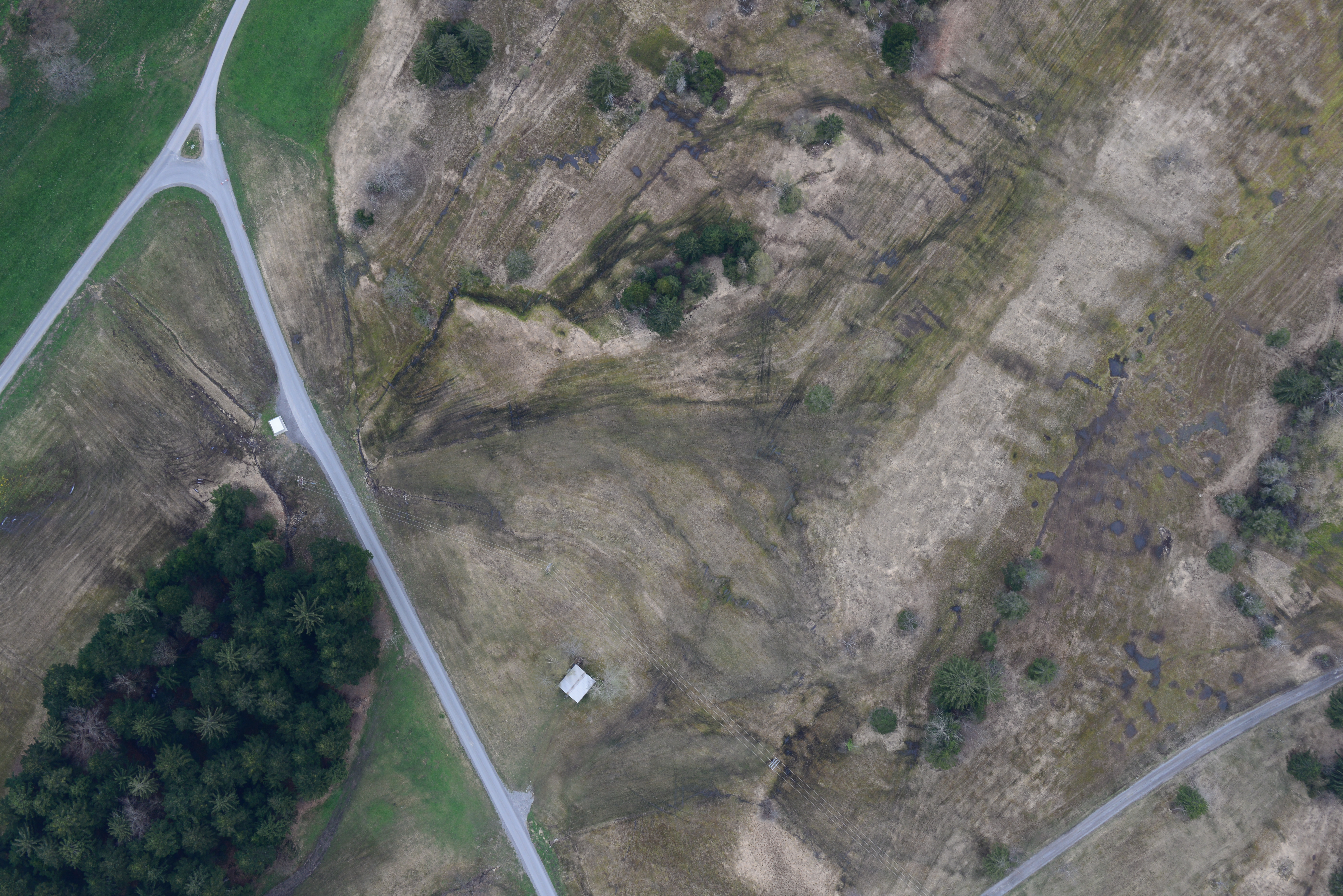
Naturschutzgebiet Farnachmoos, links, beim Beginn des Tobels (Wald) befindet sich die Quelle der Minderach.

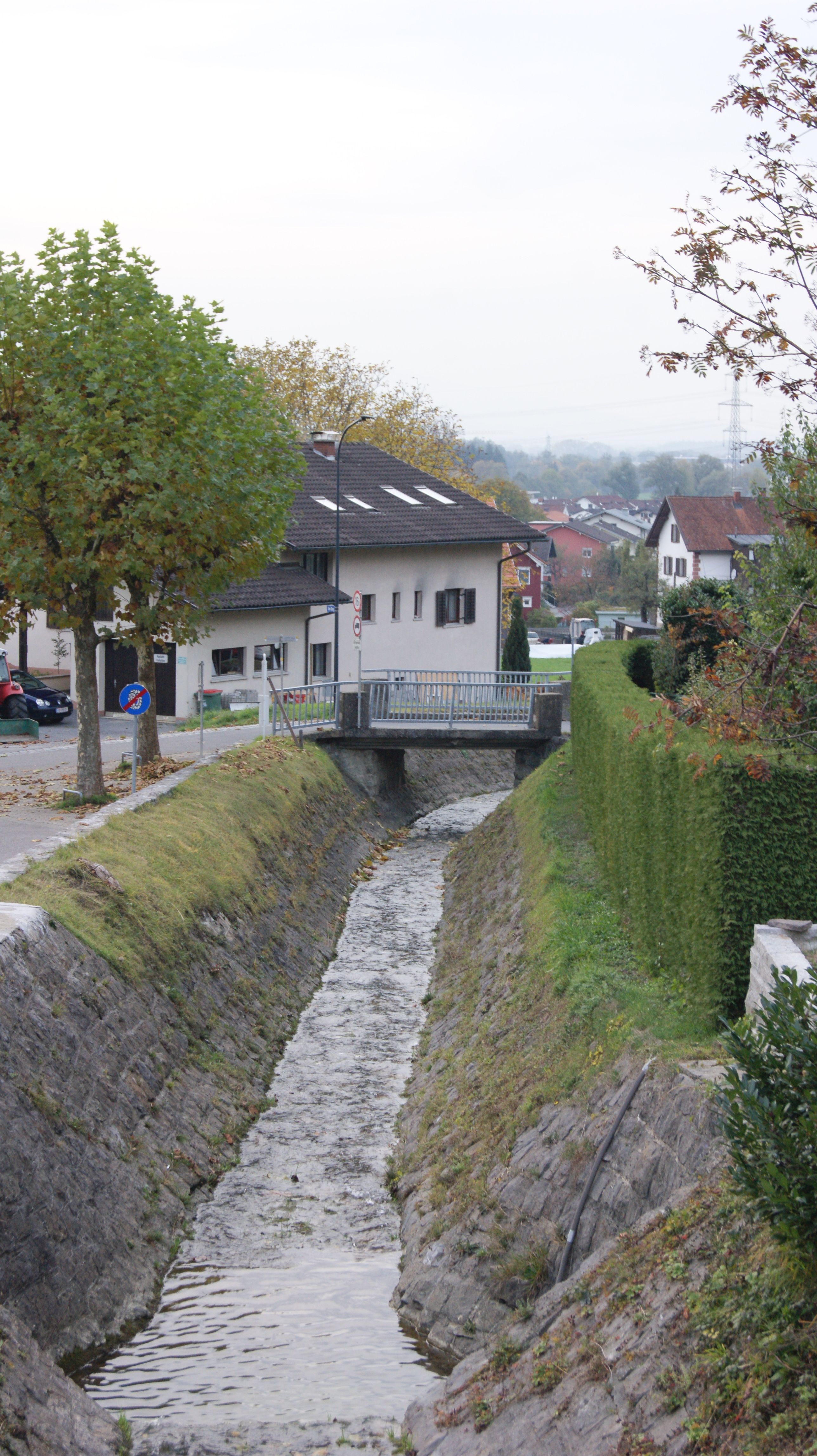
Minderach im besiedelten Gebiet von Schwarzach

Die Minderach ist ein Fließgewässer im Gebiet der Vorarlberger Gemeinden Bildstein, Schwarzach und Wolfurt. Die Quelle der Minderach und für einen Zubringer des Gschwendbachs ist das Farnachmoos, ein Moorkomplex (Hochmoor), der sich in einer Sattelposition im Grenzbereich zwischen der Granitischen Molasse und den Weißachschichten in Oberbildstein/Farnach gebildet hat. Der Ausgangspunkt der Minderach befindet sich knapp unterhalb der Straße „Haag“ von Farnach nach Oberbildstein, kurz vor der Einmündung in die Straßen „Gaisbirn“ und „Gallin“.Die Mündung erfolgt bei Gewässerkilometer (GwKm) 0,89 in den Rickenbach in Wolfurt.

## Name
Minderach bedeutet „kleinere Ach“ (im Sinne  von: „mindere Ach“). Der Name wird in Vorarlberg nur für dieses Gewässer verwendet. Der Gewässername war wiederum Pate für ein Flurstück und eine Straße in Schwarzach.

## Verlauf und Zuflüsse
Die Minderach fließt von der Quelle bis zur Mündung relativ geradlinig von Nord-Osten nach Süd-Westen. Bei GwKm 1,25, am Beginn des Siedlungsgebietes, wechselt die Minderach in einem großen Bogen die Richtung nach Nord-Westen und verläuft hier relativ geradlinig und stark verbaut bis zur Mündung in der Rickenbach. Die Minderach durchzieht in ihrem Verlauf die Gemeinde Schwarzach, bevor sie kurz vor der Mündung durch das Gemeindegebiet von Wolfurt einfließt.
Die Minderach ist auf deren Verlauf mehrfach eine geographische Grenze. Sie grenzt z. B. Farnach nördlich von Bildstein. Im unteren Bereich liegt zwischen der Minderach und dem Fluss Schwarzach der terrassenförmige Linzenberg, über den früher die alte Landstraße in den Bregenzerwald verlief.
Die Minderach hat in ihrem gesamten Verlauf nur drei relevante, unbenannte, kleine Zuflüsse von Norden (im oberen Bereich bei GwKm 2,94; 2,275 und 2,01).

## Wirtschaftliche Nutzung
Der Minderach wurde vermutlich bereits im oberen Verlauf, etwa 1 km und 100 Höhenmeter unter der Quelle (etwa bei GwKm 3,70), für eine Mühle genutzt, es befindet sich hier die Parzelle „Mühle“.
In der Fabrik von Carl Zuppinger in Wolfurt wurde das Wasser der Minderach und vom Mühlbach (eine Ausleitung der Schwarzach) im 19. Jahrhundert mit einem unterschlächtigen Wasserrad, das sich hier unter dem Fußboden der Fabrik befand, genutzt. Bereits zuvor wurde die Wasserkraft für zwei Wetzsteinschleifen hier verwendet.

## Hochwasser
Die Minderach ist ein im Normalfall recht ruhiges Gewässer, hat aber in der Vergangenheit bereits auch für schwere Überschwemmungen und Ernteausfälle gesorgt. Dies regelmäßig in Zusammenhang mit wolkenbruchartigen Regenfällen. Am 12. August 1752 z. B. überschwemmte die Schwarzach und die Minderach die Gemeinde Schwarzach und trennte die Straßenverbindung über eine Woche zur Gemeinde Wolfurt. 1879 überschwemmte die Minderach nochmals einen erheblichen Teil des besiedelten Gebiets von Schwarzach. 1939 bis 1940 wurde der Unterlauf der Minderach vom Reichsarbeitsdienst kanalisiert. Am 11. Juli 1957 traten die Schwarzach und die Minderach wieder über die Ufer. 1980/1981 wurde auch im Eulentobel die Minderach befestigt und ausgebaut.